# Serie A2 2006-2007 (calcio a 5)
Il campionato di Serie A2 2006-2007 è stata la 9ª edizione della categoria. La stagione regolare ha preso avvio sabato 23 settembre 2006 e si è conclusa il 7 aprile 2007, prolungandosi fino al 2 giugno con la disputa delle partite di spareggio.

## Partecipanti
Per mantenere inalterata la formula del torneo dopo i ripescaggi in Serie A di Bisceglie e Pescara, sono state ripescate le retrocesse Imola e Team Matera, sconfitte nei play-out della scorsa stagione. La Polisportiva Giampaoli Ancona ha dismesso la propria sezione di calcio a 5 cedendo il titolo sportivo alla Sangiorgese; quest'ultima società è alla prima apparizione nel campionato di Serie A2 e si presenta ai nastri di partenza con il nome rinnovato di "San Giorgio Calcio a 5". Il Real Dayco Cesana TOC5 durante l'estate è divenuto "Torino C5", mentre si registrano le fusioni di Forte Colleferro con l'Ariccia Futsal a formare la "S.S. Ariccia Colleferro" e del Palermo Futsal con l'Atletico Palermo a formare l'"A.S. Palermo Calcio a 5". Infine, il Bellona sposta la sede sociale e il campo di gioco dalla provincia di Caserta a Benevento assumendo la denominazione "Virtus Calcio a 5 Benevento". Il Veneto è la regione più rappresentata con cinque formazioni iscritte: Belluno, Cadoneghe, Cornedo, Dese e Marca Trevigiana. Campania, Lazio e Sardegna presentano ai nastri di partenza tre squadre ciascuna, mentre Abruzzo, Emilia-Romagna, Sicilia e Valle d'Aosta due. Completano i quadri con una formazione a testa Basilicata, Marche, Piemonte, Puglia, Toscana e Umbria.

## Girone A

### Classifica
|  | Pos. | Squadra          | Pt | G  | V  | N | P  | GF  | GS  | DR   |
|  | ---- | ---------------- | -- | -- | -- | - | -- | --- | --- | ---- |
|  | 1.   | Marca Trevigiana | 66 | 26 | 21 | 3 | 2  | 173 | 71  | +102 |
|  | 2.   | Cadoneghe        | 58 | 26 | 18 | 4 | 4  | 124 | 90  | +34  |
|  | 3.   | Belluno          | 54 | 26 | 17 | 3 | 6  | 141 | 88  | +53  |
|  | 4.   | Aosta            | 47 | 26 | 15 | 2 | 9  | 66  | 60  | +6   |
|  | 5.   | Cagliari         | 40 | 26 | 12 | 4 | 10 | 106 | 88  | +18  |
|  | 6.   | Domus Chia       | 35 | 26 | 10 | 5 | 10 | 80  | 85  | -5   |
|  | 7.   | Reggiana         | 33 | 26 | 9  | 6 | 11 | 66  | 77  | -11  |
|  | 8.   | Cornedo          | 33 | 26 | 10 | 3 | 13 | 94  | 119 | -25  |
|  | 9.   | Imola            | 32 | 26 | 9  | 5 | 12 | 91  | 120 | -29  |
|  | 10.  | Dese             | 31 | 26 | 9  | 4 | 13 | 132 | 142 | -10  |
|  | 11.  | ATS Quartu       | 30 | 26 | 8  | 6 | 12 | 68  | 78  | -10  |
|  | 12.  | Torino C5        | 27 | 26 | 8  | 3 | 15 | 85  | 92  | -7   |
|  | 13.  | Aymavilles       | 17 | 26 | 4  | 5 | 17 | 79  | 121 | -42  |
|  | 14.  | Prato            | 12 | 26 | 3  | 3 | 19 | 58  | 132 | -74  |

### Verdetti
- Marca Trevigiana promossa in serie A 2007-08 e qualificata al 1º turno dei play-off scudetto.
- Aymavilles, Prato e, dopo i play-out, ATS Quartu retrocesse in serie B 2007-08.

## Girone B

### Classifica
|                                           | Pos. | Squadra               | Pt | G  | V  | N | P  | GF | GS  | DR  |
| ----------------------------------------- | ---- | --------------------- | -- | -- | -- | - | -- | -- | --- | --- |
|                                           | 1.   | Pro Scicli            | 58 | 26 | 18 | 4 | 4  | 84 | 54  | +30 |
|                                           | 2.   | Brillante Roma        | 45 | 26 | 12 | 9 | 5  | 91 | 73  | +18 |
| Vincitrice della Coppa Italia di Serie A2 | 3.   | Napoli Barrese        | 44 | 26 | 12 | 8 | 6  | 80 | 64  | +16 |
|                                           | 4.   | Polizia Penitenziaria | 44 | 26 | 14 | 2 | 10 | 87 | 75  | +12 |
|                                           | 5.   | Ariccia Colleferro    | 42 | 26 | 12 | 6 | 8  | 73 | 54  | +19 |
|                                           | 6.   | CUS Chieti            | 41 | 26 | 12 | 5 | 9  | 72 | 55  | +17 |
|                                           | 7.   | Sport Five            | 38 | 26 | 11 | 5 | 10 | 87 | 98  | -11 |
|                                           | 8.   | Raiano                | 36 | 26 | 11 | 3 | 12 | 72 | 92  | -20 |
|                                           | 9.   | Torrino               | 35 | 26 | 10 | 5 | 11 | 92 | 88  | +4  |
|                                           | 10.  | San Giorgio           | 33 | 26 | 10 | 3 | 13 | 93 | 100 | -7  |
|                                           | 11.  | Palermo               | 29 | 26 | 9  | 2 | 15 | 83 | 94  | -11 |
|                                           | 12.  | Vesevo                | 28 | 26 | 7  | 7 | 12 | 81 | 88  | -7  |
|                                           | 13.  | Team Matera           | 27 | 26 | 8  | 3 | 15 | 88 | 107 | -19 |
|                                           | 14.  | Virtus Benevento      | 14 | 26 | 4  | 2 | 20 | 73 | 114 | -41 |

### Verdetti
- Pro Scicli promossa in serie A 2007-08 e qualificata al 1º turno dei play-off scudetto.
- Virtus Benevento, Team Matera e, dopo i play-out, Palermo retrocesse in serie B 2007-08.

## Play-off

### Formula
Si qualificano al turno successivo le squadre che, al termine delle due gare, avranno ottenuto il maggior punteggio o, a parità di punteggio, quelle che avranno realizzato il maggior numero di reti. In caso di ulteriore parità saranno disputati due tempi supplementari da 5' ciascuno, al termine dei quali, se perdurasse ancora la parità, sarà ritenuta vincente la squadra con la migliore posizione in classifica al termine della stagione regolare. Gli incontri del 1º turno si sono disputati martedì 17 e sabato 21 aprile 2007 a campi invertiti, quelli del 2º turno mercoledì 25 e sabato 25 aprile 2007 a campi invertiti.

### Girone A
|  | Semifinali | Semifinali | Semifinali | Semifinali | Semifinali |  |  | Finale   | Finale   | Finale | Finale | Finale |  |
|  |            |            |            |            |            |  |  |          |          |        |        |        |  |
|  | 2          | Cadoneghe  | 0          | 9          | 9          |  |  |          |          |        |        |        |  |
|  | 5          | Cagliari   | 5          | 8          | 13         |  |  | Cagliari | Cagliari | 3      | 5      | 8      |  |
|  | 3          | Belluno    | 2          | 8          | 10         |  |  | Belluno  | Belluno  | 2      | 3      | 5      |  |
|  | 4          | Aosta      | 1          | 3          | 4          |  |  |          |          |        |        |        |  |

### Girone B
|  | Semifinali | Semifinali            | Semifinali | Semifinali | Semifinali |  |  | Finale                      | Finale                      | Finale | Finale | Finale |  |
|  |            |                       |            |            |            |  |  |                             |                             |        |        |        |  |
|  | 2          | Brillante Roma        | 2          | 2          | 4          |  |  |                             |                             |        |        |        |  |
|  | 5          | Ariccia Colleferro    | 1          | 4          | 5          |  |  | Ariccia Colleferro          | Ariccia Colleferro          | 1      | 0      | 1      |  |
|  | 3          | Napoli Barrese        | 1          | 1          | 2          |  |  | Polizia Penitenziaria (dts) | Polizia Penitenziaria (dts) | 1      | 0      | 1      |  |
|  | 4          | Polizia Penitenziaria | 1          | 2          | 3          |  |  |                             |                             |        |        |        |  |

Cagliari e Polizia Penitenziaria Maran ai play-out di serie A

## Play-out Serie A2 / Play-off Serie B[3]

### Girone A
|  | Quarti di finale | Quarti di finale | Quarti di finale | Quarti di finale | Quarti di finale |  |  | Semifinali       | Semifinali       | Semifinali | Semifinali | Semifinali |   |   | Finale    | Finale    | Finale | Finale | Finale |  |
|  |                  |                  |                  |                  |                  |  |  |                  |                  |            |            |            |   |   |           |           |        |        |        |  |
|  | B                | Atlante Grosseto | 4                | 2                | 6 (3)            |  |  |                  |                  |            |            |            |   |   |           |           |        |        |        |  |
|  | B                | Palextra Fano    | 1                | 5                | 6 (7)            |  |  | Palextra Fano    | Palextra Fano    | 2          | 1          | 3          |   |   |           |           |        |        |        |  |
|  | B                | Domus Bresso     | 0                | 2                | 2                |  |  | Torino C5        | Torino C5        | 4          | 4          | 8          |   |   |           |           |        |        |        |  |
|  | A2               | Torino C5        | 1                | 5                | 6                |  |  |                  |                  |            |            |            |   |   | Torino C5 | Torino C5 | 2      | 8      | 10     |  |
|  | B                | Gruppo Fassina   | 6                | 6                | 12               |  |  |                  |                  | ATS Quartu | ATS Quartu | 2          | 5 | 7 |           |           |        |        |        |  |
|  | B                | Brianza          | 1                | 5                | 6                |  |  | Gruppo Fassina   | Gruppo Fassina   | 3          | 3          | 6          |   |   |           |           |        |        |        |  |
|  | B                | Coar Orvieto     | 2                | 3                | 5                |  |  | ATS Quartu (dts) | ATS Quartu (dts) | 1          | 6          | 7          |   |   |           |           |        |        |        |  |
|  | A2               | ATS Quartu       | 3                | 5                | 8                |  |  |                  |                  |            |            |            |   |   |           |           |        |        |        |  |

### Girone B
|  | Quarti di finale | Quarti di finale     | Quarti di finale | Quarti di finale | Quarti di finale |  |  | Semifinali | Semifinali | Semifinali | Semifinali | Semifinali |   |    | Finale    | Finale    | Finale | Finale | Finale |  |
|  |                  |                      |                  |                  |                  |  |  |            |            |            |            |            |   |    |           |           |        |        |        |  |
|  | B                | Polignano            | 10               | 2                | 12               |  |  |            |            |            |            |            |   |    |           |           |        |        |        |  |
|  | A2               | Palermo              | 3                | 3                | 6                |  |  | Polignano  | Polignano  | 3          | 3          | 6          |   |    |           |           |        |        |        |  |
|  | B                | Pomezia              | 5                | 0                | 5                |  |  | Afragola   | Afragola   | 0          | 5          | 5          |   |    |           |           |        |        |        |  |
|  | B                | Afragola             | 3                | 5                | 8                |  |  |            |            |            |            |            |   |    | Polignano | Polignano | 2      | 5      | 7      |  |
|  | B                | Tor Vergata          | 1                | 2                | 3                |  |  |            |            | Vesevo     | Vesevo     | 6          | 4 | 10 |           |           |        |        |        |  |
|  | B                | Giovinazzo           | 3                | 2                | 5                |  |  | Giovinazzo | Giovinazzo | 4          | 3          | 7          |   |    |           |           |        |        |        |  |
|  | B                | Azzurra Sant'Alfonso | 5                | 5                | 10               |  |  | Vesevo     | Vesevo     | 5          | 5          | 10         |   |    |           |           |        |        |        |  |
|  | A2               | Vesevo               | 6                | 6                | 12               |  |  |            |            |            |            |            |   |    |           |           |        |        |        |  |